# Martin Fillo
Martin Fillo (ur. 7 lutego 1986 w Planie) – piłkarz czeski grający na pozycji ofensywnego pomocnika lub napastnika w klubie Baník Ostrawa.

## Kariera klubowa
Karierę piłkarską Fillo rozpoczął w klubie Viktoria Pilzno. W 2004 roku awansował do kadry pierwszego zespołu. 15 marca 2004 roku zadebiutował w lidze czeskiej w przegranym 1:2 domowym spotkaniu z Baníkiem Ostrawa. Swojego pierwszego gola w czeskiej lidze zdobył 24 marca 2004 w meczu z Chmelem Blšany (2:1). Jesienią 2004 spadł z Viktorią do drugiej ligi, w której grał przez rok. W Viktorii grał do końca 2007 roku.
Na początku 2008 roku Fillo przeszedł z Viktorii Pilzno do norweskiego Vikinga. W nim po raz pierwszy wystąpił 30 marca 2008 w wygranym 1:0 domowym meczu ze Strømsgodset IF. W Vikingu przez trzy sezony był podstawowym zawodnikiem i strzelił 14 goli w Tippeligaen w 65 rozegranych meczach.
W 2011 roku Fillo wrócił do Viktorii Pilzno. W sezonie 2013/2014 był wypożyczony do Brentfordu. W sezonie 2014/2015 grał w 1. FK Příbram. Latem 2015 przeszedł do FK Teplice, a w 2018 do Baníka Ostrawa.
| Sezon   | Klub                     | Kraj     | Rozgrywki      | Mecze | Bramki |
| ------- | ------------------------ | -------- | -------------- | ----- | ------ |
| 2003/04 | Viktoria Pilzno          | Czechy   | Gambrinus Liga | 13    | 0      |
| 2004/05 | Viktoria Pilzno          | Czechy   | II liga        | 25    | 5      |
| 2005/06 | Viktoria Pilzno          | Czechy   | Gambrinus Liga | 29    | 6      |
| 2006/07 | Viktoria Pilzno          | Czechy   | Gambrinus Liga | 28    | 7      |
| 2007/08 | Viktoria Pilzno          | Czechy   | Gambrinus Liga | 15    | 5      |
| 2008    | Viking FK                | Norwegia | Tippeligaen    | 25    | 6      |
| 2009    | Viking FK                | Norwegia | Tippeligaen    | 25    | 3      |
| 2010    | Viking FK                | Norwegia | Tippeligaen    | 15    | 5      |
| 2010/11 | Viktoria Pilzno          | Czechy   | Gambrinus Liga | 10    | 0      |
| 2011/12 | Viktoria Pilzno          | Czechy   | Gambrinus Liga | 9     | 0      |
| 2011/12 | FK Mladá Boleslav (wyp.) | Czechy   | Gambrinus Liga | 13    | 2      |
| 2012/13 | Viktoria Pilzno          | Czechy   | Gambrinus Liga | 14    | 1      |
| 2012/13 | FK Mladá Boleslav        | Czechy   | Gambrinus Liga | 8     | 0      |
| 2013/14 | Brentford                | Anglia   | League One     | 7     | 0      |
| 2014/15 | 1. FK Příbram            | Czechy   | Gambrinus Liga | 24    | 2      |
| 2015/16 | FK Teplice               | Czechy   | Gambrinus Liga | 28    | 9      |
| 2016/17 | FK Teplice               | Czechy   | Gambrinus Liga | 28    | 8      |
| 2017/18 | FK Teplice               | Czechy   | Gambrinus Liga | 15    | 5      |
| 2017/18 | Baník Ostrawa            | Czechy   | Gambrinus Liga |       |        |

## Kariera reprezentacyjna
W swojej karierze Fillo grał w reprezentacji U-18, U-19 i U-21, z którą w 2007 roku wystąpił na Mistrzostwach Europy U-21. W dorosłej reprezentacji Czech zadebiutował 5 czerwca 2009 w wygranym 1:0 towarzyskim meczu z Maltą.
| Mecze i gole w reprezentacji | Mecze i gole w reprezentacji | Mecze i gole w reprezentacji | Mecze i gole w reprezentacji | Mecze i gole w reprezentacji | Mecze i gole w reprezentacji | Mecze i gole w reprezentacji |
| #                            | Data                         | Stadion                      | Rywal                        | Wynik                        | Gol                          | Rozgrywki                    |
| 2009                         | 2009                         | 2009                         | 2009                         | 2009                         | 2009                         | 2009                         |
| ---------------------------- | ---------------------------- | ---------------------------- | ---------------------------- | ---------------------------- | ---------------------------- | ---------------------------- |
| 1.                           | 05.06.2009                   | Jablonec nad Nysą, Czechy    | Malta                        | 1:0                          | 0                            | towarzyski                   |
| 2.                           | 15.11.2009                   | Al-Ajn, ZEA                  | Zjednoczone Emiraty Arabskie | 0:0 k. 2:3                   | 0                            | towarzyski                   |
| 3.                           | 18.11.2009                   | Al-Ajn, ZEA                  | Azerbejdżan                  | 0:2                          | 0                            | towarzyski                   |